# Хранително-вкусова промишленост
Хранително-вкусовата промишленост (наричана още „хранителна индустрия“) е основен стопански отрасъл, дял от леката промишленост, който се занимава с преработката на първични земеделски продукти и производство на храни, напитки и добавки за хранителни цели (овкусители, оцветители, ароматизатори и консерванти). Основната част от суровините за хранително-вкусовата промишленост се произвеждат от селското стопанство и риболова.

## История на хранително-вкусовата промишленост
Исторически хранително-вкусовата промишленост възниква и се развива с възникването, и развитието на градовете през Средновековието. В тях се концентрира голям брой население, което се занимава със занаяти, търговия и други дейности, които не са свързани с добив и преработка на земеделски продукти, и храни. Така възниква необходимостта от преработка на земеделски продукти и производство на храни в промишлени количества. В началото в градовете възникват дребни хлебопекарни, млекарници и месарници, с което се поставя началото на хранително-вкусовата промишленост.
Интензификацията на хранително-вкусовата промишленост и нарастването на обемите на нейното производство е пряко свързано с процесите на урбанизация. През XXI век натуралното стопанство в развитите държави практически изчезва. Фермите се специализират в производството на строго определени видове продукция. Тя подлежи на стриктен контрол и отчетност по цялата производствена и търговска верига, която на практика изключва възможността за натурална размяна в значими количества.

## Отрасли на хранително-вкусовата промишленост
- Мелничарство, хлебарство и сладкарство;
- Млекопреработка и производство на млечни продукти (кисело мляко, сирена, извара); Съхранение на мляко и млечни продукти;
- Месопреработка и производство на месни продукти, включително колбаси; Производство на месни консерви и консервиране на готови храни; Съхранение на месо;
- Консервна промишленост и производство на сушени, и консервирани плодове, зеленчуци и семена;
- Рибна промишленост и производство на рибни, и морски продукти; Рибно консервиране и съхранение на риба;
- Производство на захар и захарни изделия (вафли, бонбони), шоколад и шоколадови изделия; пакетирани десерти и сладкиши (сухи пасти, кроасани, кифли и др.)
- Производство на подправки и добавки за хранителни цели (овкусители, оцветители, ароматизатори и консерванти; производство на пакетирани ядки, чипс, солети и др. подобни дребни храни;
- Производство на напитки
  - производство на минерални и бутилирани води;
  - производство на безалкохолни напитки
    - газирани – Кока-Кола, Швепс, Лимонада и други;
    - негазирани – плодов и натурален сок, лимонада (негазирана);

  - производство на алкохолни напитки
    - производство на нискоалкохолни (под 16 об.%) напитки – вино и пиво (бира);
    - производство на високоалкохолни (над 16 об.%) напитки – ракия, уиски, водка и др.;
- Производство на чай и кафе.

Съвременната козметична и тютюнева индустрия са самостоятелни отрасли на леката промишленост, извън хранителната индустрия. Но първите козметични продукти (сапун, парфюми) са се произвеждали от животински мазнини и естествени растителни екстракти (розово масло), а тютюнът е растение, което се добива чрез земеделие. В тази връзка, поради историческата традиция и тясната специализация на отрасъла, специалистите по технология на етеричните масла и тютюна се подготвят в учебните заведения за хранително-вкусова промишленост. Някои обобщени статистически и икономически анализи понякога също включват дейността на козметичната и тютюневата индустрии в хранително-вкусовата промишленост, което в съвременната диверсифицирана икономика е отчасти нерелевантно.